# Міхал Кухарчик
Міхал Кухарчик (пол. Michał Kucharczyk, нар. 20 березня 1991, Варшава) — польський футболіст, нападник «Погоні» та національної збірної Польщі.

## Клубна кар'єра
Народився 20 березня 1991 року в місті Варшава. Вихованець футбольної школи клубу «Світ» (Новий-Двір-Мазовецький). Дорослу футбольну кар'єру розпочав 2008 року в основній команді того ж клубу, в якій провів два сезони, взявши участь у 36 матчах чемпіонату. У складі «Світа» був одним з головних бомбардирів команди, маючи середню результативність на рівні 0,75 голу за гру першості.
Результативний молодий форвард привернув увагу керівництва варшавської «Легії», яка 2009 року уклала з Кухарчиком контракт. Втім, гравець не розглядався як готовий гравець основного складу варшавської команди, тож сезон 2009/10 провів у своїй попередній команді, однак вже на умовах оренди.
Влітку 2010 року гравця повернули з оренди і почали залучати до основного складу «Легії». Кухарчик досить швидко став основним гравцем варшавської команди, втім продемонструвати бомбардирські якості не зміг (лише 8 голів у 52 матчах в двох дебютних сезонах за «Легію»).

## Виступи за збірні
З 2011 року залучається до складу молодіжної збірної Польщі. На молодіжному рівні зіграв у двох офіційних матчах, забив один гол.
Того ж 2011 року дебютував в офіційних матчах у складі національної збірної Польщі, взявши участь у товариській грі проти збірної Молдови 6 лютого. Наразі провів у формі головної команди країни 5 матчів.

## Титули і досягнення
- Чемпіон Польщі (5):

«Легія» (Варшава): 2013, 2014, 2016, 2017, 2018
- Володар Кубка Польщі (6):

«Легія» (Варшава): 2011, 2012, 2013, 2015, 2016, 2018